# Maxillaria jamboensis
Maxillaria jamboensis är en orkidéart som beskrevs av Dodson. Maxillaria jamboensis ingår i släktet Maxillaria och familjen orkidéer. Inga underarter finns listade i Catalogue of Life.